# Prix européen d'archéologie Joseph Déchelette
Le prix européen d'archéologie Joseph Déchelette est un prix d'archéologie décerné depuis 2016 à des personnalités du monde de l’archéologie. Il est nommé en l'honneur de l'archéologue Joseph Déchelette.

## Dotation
Le prix Joseph Déchelette est doté de 10 000 euros.

## Lauréats
- 2016 : Eneko Hiriart
- 2018 : Sasja van der Vaart-Verschoof
- 2020 : Marilou Nordez
- 2022 : Thibaud Poigt
- 2024 : Carole Quatrelivre
  - Mention spéciale à Pauline Hart